# Antonio Luis Merlo
Antonio Luis Merlo (provincia de Buenos Aires, 13 de diciembre de 1923 - 7 de julio de 2012) fue un militar argentino perteneciente al Ejército que se desempeñó como presidente del Ente Autárquico Mundial 1978 y como gobernador de la provincia de Tucumán durante el Proceso de Reorganización Nacional.

## Biografía
Fue un oficial egresado del Colegio Militar en 1944 con la promoción 72 como subteniente de ingenieros. Alcanzó el grado de general de brigada y pasó a retiro en 1971.
Fue presidente del Ente Autárquico Mundial 1978, designado por el presidente (de facto) Jorge Rafael Videla el 25 de agosto de 1976.
Cesó en sus funciones el 29 de agosto de 1979, por imperio del Decreto N.º 2055, sancionado el 23 del mismo mes y año, y publicado el 5 de septiembre.
El 29 de marzo de 1981, el presidente (de facto) Roberto Eduardo Viola —con el acuerdo de la Junta Militar lo nombró gobernador de la Provincia de Tucumán. Por entonces, ostentaba el rango de general de brigada (retirado).
El 21 de julio de 1982, fue ratificado como gobernador, por el nuevo presidente (Reynaldo Bignone).
Merlo presentó renuncia; la misma fue aceptada por el presidente el 5 de julio de 1983.